# Pels (tøj)
 For alternative betydninger, se Pels (flertydig). (Se også artikler, som begynder med Pels)
En pels er overtøj. Pelsværk er fremstillet af dyrs skind. Hårsiden kan vende udad eller indad. Pels er en af de ældste former for beklædning.
| Tøj | Spire Denne artikel om tøj, sko eller lignende er en spire som bør udbygges. Du er velkommen til at hjælpe Wikipedia ved at udvide den. |